# Барди Йоуханнссон
Барди Йоуханнссон (англ. Barði Jóhannsson; род. 10 сентября 1975) — исландский музыкант, композитор, писатель, телеведущий (сюрреалистического исландского телешоу Konfekt), дизайнер одежды и кинорежиссёр. В основном он известен по своей работе с группами Bang Gang, Lady & Bird (совместный проект с певицей Керен Ан) и Starwalker, в сотрудничестве с Жан-Бенуа Дункелем.
В дополнение к этим музыкальным проектам, Барди участвовал в целом ряде других аудио-визуальных проектов. Он писал музыку для рекламных роликов, для Национального театра Исландии и Национального творческого центра в Орлеане (музей моря Мари Даррьёсек). Являлся участником Экс-ан-Прованского оперного фестиваля, был одним из продюсеров и режиссеров короткометражных фильмов. Барди также написал партитуру для фильмов, таких как «Хаксан» (в исполнении Болгарского симфонического оркестра) и «Рейкьявик Роттердам» Оскара Йонассона (2009), который получил награду «Лучший оригинальный фильм» на исландской кинематографической премии «Эдда».

## Начало карьеры
Барди начала заниматься музыкой в раннем возрасте, он изучал фортепиано и гитару. В юности он познакомился с певицей и музыкантом Эстер Талией Кэйси. Она стала вокалисткой на первом альбоме его группы Bang Gang. Барди и его друг Хенрик Болдвин Бьорнссон создали Bang Gang, в которой изначально играли серф-рок. Два года спустя, в 1996 году, Барди взял это название для своего собственного проекта.

## Bang Gang
Bang Gang — это музыкальный проект Барди Йоханнссона, образованный в 1996 году.

## Lady & Bird
Lady & Bird — это совместный проект Барди и певицей Керен Ан. В качестве Lady & Bird они выпустили два альбома.

## Starwalker
Starwalker — это совместный проект Барди с музыкантом Жан-Бенуа Дункелем в жанре электро-поп. Альбом проекта Starwalker был выпущен в апреле 2016 года.

## Дискография
Альбомы
- You (Bang Gang) (1998)
- Something Wrong (Bang Gang) (2003)
- Lady and Bird (Lady and Bird) (2003)
- Strakarnir Okkar Original Motion Picture Score (Minusbardi) (2005)
- Häxan (Barði Jóhannsson) (2006)
- Ghosts from the Past (Bang Gang) (2008)
- La Ballade of Lady & Bird, A project by Keren Ann Zeidel & Barði Jóhannsson (2009)
- Selected Film & Theater Works Of Bardi Johannsson (Barði Jóhannsson) (2011)
- W Y R Original Motion Picture Score (Daniel Hunt & Bardi Johannsson) (2013)
- Sacred Universe EP (Bardi Johannsson) (2014)
- Losers Can Win EP (Starwalker) (2014)
- The Wolves Are Whispering (Bang Gang) (2015)
- Agony (Original Motion Picture Soundtrack) (Bardi Johannsson) (2021)

Синглы
- «Sleep» — Bang Gang (1998)
- «So Alone» — Bang Gang (1998)
- «Sacred Things» — Bang Gang (2000)
- «Stop In The Name of Love» — Bang Gang (2003)
- «Find What You Get» — Bang Gang (2003)
- «I Know You Sleep» — Bang Gang (2008)
- «The World Is Gray» — Bang Gang (2008)
- «Bad Weather» — Starwalker (2013)
- «Blue Hawaii» — Starwalker (2014)
- «Out of Horizon» — Bang Gang (2015)
- «Silent Bite» — Bang Gang (2015)

Саундтреки
- Фиаско Рагнара Брагасона (2000)
- Одиннадцать мужчин вне игры Роберта И. Дугласа (2005)
- Ведьмы (фильм, 1922), Беньямина Кристенсена (2006) - Новая музыка для немого кино
- Рейкьявик-Роттердам Оускара Йоунассона (2009)
- Что бы вы сделали… (в сотрудничестве с Дэниэлем Хантом) Дэвида Гай Леви (2012)
- Всеми силами Нильса Тавернье (2013)